# Чемпионат СССР по лёгкой атлетике в помещении 1990
Чемпионат СССР по лёгкой атлетике в помещении 1990 года прошёл 3—4 февраля в Челябинске в манеже института физической культуры. Уральский город принимал главный зимний старт страны впервые в истории. На протяжении 2 дней был разыгран 31 комплект медалей.
В женском беге на 60 метров с барьерами Людмила Нарожиленко дважды по ходу соревнований улучшала мировой рекорд. В полуфинале она показала время 7,71, а в финале превзошла этот результат ещё на 0,02 секунды — 7,69.
Наталья Сорокивская установила новый рекорд Европы на дистанции 5000 метров, 15.48,34.
Высокие результаты были показаны в прыжке в длину у женщин, где призёры соревнований совершили несколько прыжков к отметке 7 метров, а победила Елена Хлопотнова с результатом 7,06 м.
В секторе для прыжков в высоту у женщин 14 легкоатлеток смогли взять высоту 1,90 м. Чемпионкой здесь стала Тамара Быкова, единственная из участниц преодолевшая 1,98 м.
Чемпионат СССР по многоборьям в помещении проводился отдельно 27—28 января 1990 года в Минске.

## Медалисты

### Мужчины
| Дисциплина             | Золото                                            | Золото   | Серебро                                   | Серебро  | Бронза                                    | Бронза   |
| ---------------------- | ------------------------------------------------- | -------- | ----------------------------------------- | -------- | ----------------------------------------- | -------- |
| 60 м                   | Виталий Савин Казахская ССР Алма-Ата              | 6,56     | Игорь Грошев РСФСР Московская область     | 6,57     | Юрий Язынин Казахская ССР Алма-Ата        | 6,58     |
| 200 м                  | Андрей Федорив Москва                             | 21,69    | Дмитрий Бартенев Москва                   | 21,81    | Михаил Вдовин РСФСР Пенза                 | 22,08    |
| 400 м                  | Владимир Просин РСФСР Саратов                     | 47,73    | Владимир Чубровский РСФСР Новосибирск     | 48,53    | Александр Багаев Ленинград                | 49,01    |
| 500 м                  | Александр Герасимов РСФСР Куйбышев                | 1.03,34  | Валерий Стародубцев РСФСР Иркутск         | 1.03,74  | Андрей Турыгин РСФСР Горький              | 1.04,17  |
| 800 м                  | Андрей Краминский Украинская ССР Херсон           | 1.49,87  | Олег Ефимов РСФСР Череповец               | 1.51,10  | Андрей Шиманский Белорусская ССР Минск    | 1.51,12  |
| 1000 м                 | Андрей Судник Белорусская ССР Минск               | 2.21,84  | Сергей Афанасьев РСФСР Московская область | 2.22,41  | Виктор Калинкин РСФСР Пенза               | 2.22,52  |
| 1500 м                 | Сергей Афанасьев РСФСР Московская область         | 3.47,29  | Павел Федоренко Литовская ССР Паневежис   | 3.48,07  | Игорь Лоторёв Москва                      | 3.48,68  |
| 3000 м                 | Михаил Дасько Ленинград                           | 8.00,34  | Евгений Жеребин РСФСР Челябинск           | 8.01,69  | Игорь Конышев Ленинград                   | 8.04,86  |
| 5000 м                 | Геннадий Темников РСФСР Улан-Удэ                  | 13.55,90 | Николай Чамеев РСФСР Чебоксары            | 14.03,05 | Олег Савельев Белорусская ССР Брест       | 14.05,31 |
| 3000 м с препятствиями | Николай Матюшенко Украинская ССР Киевская область | 8.23,05  | Валерий Вандяк Украинская ССР Тернополь   | 8.28,35  | Василий Коромыслов РСФСР Пермь            | 8.28,85  |
| 60 м с барьерами       | Игорь Казанов Латвийская ССР Рига                 | 7,55     | Михаил Эдель Москва                       | 7,64     | Сергей Усов Узбекская ССР Ташкент         | 7,66     |
| Прыжок в высоту        | Алексей Емелин Москва                             | 2,34 м   | Сергей Мальченко Москва                   | 2,31 м   | Владимир Корниенко Казахская ССР Алма-Ата | 2,31 м   |
| Прыжок с шестом        | Григорий Егоров Казахская ССР Алма-Ата            | 5,85 м   | Игорь Транденков Ленинград                | 5,65 м   | Денис Петушинский РСФСР Иркутск           | 5,50 м   |
| Прыжок в длину         | Роберт Эммиян Армянская ССР Ленинакан             | 8,24 м   | Владимир Ратушков Ленинград               | 7,99 м   | Эдуард Краснов РСФСР Тула                 | 7,98 м   |
| Тройной прыжок         | Олег Сакиркин Казахская ССР Чимкент               | 17,36 м  | Игорь Лапшин Белорусская ССР Минск        | 17,35 м  | Василий Соков Таджикская ССР Душанбе      | 17,30 м  |
| Толкание ядра          | Сергей Смирнов Ленинград                          | 20,57 м  | Тариел Бицадзе Грузинская ССР Сухуми      | 20,09 м  | Сергей Рубцов Казахская ССР Алма-Ата      | 19,88 м  |
| Ходьба на 5000 м       | Игорь Плотников РСФСР Челябинск                   | 19.00,9  | Ришат Шафиков РСФСР Челябинск             | 19.11,9  | Михаил Хмельницкий Белорусская ССР Минск  | 19.20,2  |

### Женщины
| Дисциплина       | Золото                                     | Золото   | Серебро                                       | Серебро  | Бронза                                    | Бронза   |
| ---------------- | ------------------------------------------ | -------- | --------------------------------------------- | -------- | ----------------------------------------- | -------- |
| 60 м             | Галина Мальчугина РСФСР Брянск             | 7,16     | Ирина Сергеева Москва                         | 7,18     | Елена Кельчевская Белорусская ССР Минск   | 7,21     |
| 200 м            | Марина Маркина Москва                      | 23,67    | Елена Насонкина Украинская ССР Харьков        | 23,81    | Татьяна Папилина РСФСР Московская область | 24,04    |
| 400 м            | Марина Шмонина Узбекская ССР Ташкент       | 53,02    | Марина Харламова РСФСР Волгоград              | 53,87    | Галина Москвина РСФСР Свердловск          | 53,92    |
| 500 м            | Инна Евсеева Украинская ССР Житомир        | 1.11,33  | Елена Гончарова РСФСР Курган                  | 1.11,72  | Лариса Главенко Молдавская ССР Кишинёв    | 1.11,93  |
| 800 м            | Инна Евсеева Украинская ССР Житомир        | 2.01,89  | Вера Чувашёва РСФСР Курган                    | 2.02,34  | Надежда Лобойко РСФСР Ставрополь          | 2.02,68  |
| 1000 м           | Вера Чувашёва РСФСР Курган                 | 2.41,91  | Наталья Артёмова Ленинград                    | 2.42,06  | Надежда Лобойко РСФСР Ставрополь          | 2.42,37  |
| 1500 м           | Наталья Артёмова Ленинград                 | 4.14,78  | Татьяна Вахминцева Украинская ССР Симферополь | 4.16,00  | Стефания Статкувене Литовская ССР Вильнюс | 4.16,68  |
| 3000 м           | Любовь Кремлёва РСФСР Московская область   | 9.10,72  | Тамара Коба Украинская ССР Днепропетровск     | 9.13,02  | Елена Самощенкова РСФСР Курск             | 9.15,02  |
| 5000 м           | Наталья Сорокивская Казахская ССР Алма-Ата | 15.48,34 | Регина Чистякова Литовская ССР Вильнюс        | 15.49,06 | Татьяна Позднякова РСФСР Улан-Удэ         | 15.51,24 |
| 60 м с барьерами | Людмила Нарожиленко РСФСР Краснодар        | 7,69     | Наталья Григорьева Украинская ССР Харьков     | 7,85     | Лидия Юркова Белорусская ССР Могилёв      | 7,86     |
| Прыжок в высоту  | Тамара Быкова Москва                       | 1,98 м   | Елена Поникаровских Ленинград                 | 1,96 м   | Елена Топчина Ленинград                   | 1,96 м   |
| Прыжок в длину   | Елена Хлопотнова Украинская ССР Харьков    | 7,06 м   | Иоланда Чен Москва                            | 7,03 м   | Лариса Бережная Украинская ССР Киев       | 6,95 м   |
| Толкание ядра    | Лариса Пелешенко Ленинград                 | 18,76 м  | Дангуоле Урбикене Литовская ССР Вильнюс       | 18,30 м  | Елена Ортина Казахская ССР Алма-Ата       | 17,74 м  |
| Ходьба на 3000 м | Вера Маколова РСФСР Саранск                | 12.11,48 | Ольга Криштоп РСФСР Новосибирск               | 12.13,98 | Наталья Сербиненко Украинская ССР Донецк  | 12.14,28 |

## Чемпионат СССР по многоборьям
Чемпионы страны в мужском семиборье и женском пятиборье определились 27—28 января 1990 года в Минске в манеже Дворца лёгкой атлетики СКА.

### Мужчины
| Дисциплина | Золото             | Золото     | Серебро                            | Серебро   | Бронза               | Бронза    |
| ---------- | ------------------ | ---------- | ---------------------------------- | --------- | -------------------- | --------- |
| Семиборье  | Алексей Лях Москва | 5914 очков | Николай Афанасьев РСФСР Свердловск | 5891 очко | Олег Урмакаев Москва | 5854 очка |

### Женщины
| Дисциплина | Золото                              | Золото     | Серебро                        | Серебро    | Бронза                       | Бронза    |
| ---------- | ----------------------------------- | ---------- | ------------------------------ | ---------- | ---------------------------- | --------- |
| Пятиборье  | Ирина Белова-Ильичёва РСФСР Иркутск | 4566 очков | Елена Чичерова РСФСР Краснодар | 4450 очков | Светлана Чистякова Ленинград | 4444 очка |